# Exolontha rugulosa
Exolontha rugulosa är en skalbaggsart som beskrevs av Zhang 1992. Exolontha rugulosa ingår i släktet Exolontha och familjen Melolonthidae. Inga underarter finns listade i Catalogue of Life.